# Budăi (Telenești)
Budăi è un comune della Moldavia situato nel distretto di Telenești di 2.042 abitanti al censimento del 2004.